# Modelo Hicks-Goodwin
Se llama modelo Hicks-Goodwin al sistema axiomático
| {\displaystyle \ Y_{t}=C_{t}+I_{t}+A_{t}}         |
| {\displaystyle \ C_{t}=(1-s)Y_{t-h}}              |
| {\displaystyle \ I_{t}=k({\frac {dY}{dt}})_{t-n}} |
| {\displaystyle \ A_{t}=Ae^{g(t-n)}}               |

donde:
h es el desfase renta gasto o renta consumo
n es el desfase decisión inversión
A es la demanda autónoma
Y es la demanda agregada
C es el consumo
I es la inversión
s es la propensión marginal al ahorro
g es la tasa de crecimiento del gasto autónomo

## Solución Goodwin
Richard Goodwin analiza el desfase entre la decisión de invertir y la realización efectiva de la inversión. La solución es una función ondulatoria, de amplitud constante con desplazamientos ascendentes y disminución de tiempos de ajuste entre decisión e inversión.

## Solución Hicks
John Hicks establece un único ciclo donde existe una sucesión que converge hacia un punto de equilibrio estable. 